# SN 1999be
SN 1999be – supernowa typu Ia odkryta 10 marca 1999 roku w galaktyce M+03-22-07. W momencie odkrycia miała maksymalną jasność 15,80m.